# Encaixe (EP)
Encaixe é o primeiro extended play (EP) do duo musical brasileiro OutroEu, lançado no dia 28 de junho de 2019 através da gravadora Universal Music. O EP conta com 5 faixas, sendo todas inéditas. O material tem como compositor o vocalista principal, Mike Tulio, além da co-autoria de Guto Oliveira, que compõe a segunda voz da dupla. A canção "Não Olha Assim Pra Mim" foi lançada como primeiro single no dia 28 de junho de 2019 e incluída na trilha sonora da telenovela Amor sem Igual, da RecordTV.

## Lista de faixas
| N.º            | Título                    | Compositor(es)                        | Duração |  |
| 1.             | "Não Olha Assim Pra Mim"  | Mike Tulio Ana Caetano                | 3:53    |  |
| 2.             | "Melodia de Arpoador"     | Mike Tulio Guto Oliveira              | 2:20    |  |
| 3.             | "Me Beija"                | Mike Tulio                            | 2:52    |  |
| 4.             | "Sem Você Não Falta Nada" | Mike Tulio Guto Oliveira              | 2:53    |  |
| 5.             | "Encaixe"                 | Mike Tulio Guto Oliveira Bárbara Dias | 2:26    |  |
| Duração total: | Duração total:            | Duração total:                        | 14:24   |  |

## Turnê Encaixe
Para divulgar o EP, a dupla embarcou na Turnê Encaixe, que teve início em 26 de julho de 2019, no Rio de Janeiro.
| Turnê Encaixe          | Turnê Encaixe  | Turnê Encaixe | Turnê Encaixe               | Turnê Encaixe |
| Data                   | Cidade         | País          | Local                       |               |
| ---------------------- | -------------- | ------------- | --------------------------- | ------------- |
| 26 de julho de 2019    | Rio de Janeiro | Brasil        | Theatro Net                 |               |
| 30 de agosto de 2019   | Belo Horizonte | Brasil        | Teatro do Minas Tênis Clube |               |
| 01 de setembro de 2019 | São Paulo      | Brasil        | Casa Natura Musical         |               |
| 15 de setembro de 2019 | Curitiba       | Brasil        | Teatro Paiol                |               |
| 20 de setembro de 2019 | Salvador       | Brasil        | Teatro ISBA                 |               |
| 21 de setembro de 2019 | Fortaleza      | Brasil        | Theatro Via Sul             |               |
| 19 de outubro de 2019  | Volta Redonda  | Brasil        | Teatro GACEMSS              |               |
| 22 de outubro de 2019  | Rio de Janeiro | Brasil        | FM Hall Estúdios            |               |
| 25 de outubro de 2019  | Campinas       | Brasil        | Teatro Iguatemi             |               |
| 17 de novembro de 2019 | Goiânia        | Brasil        | Ideologia 62                |               |
| 22 de novembro de 2019 | Campinas       | Brasil        | Teatro Iguatemi             |               |
| 29 de novembro de 2019 | Rio de Janeiro | Brasil        | Imperator                   |               |
| 14 de dezembro de 2019 | Recife         | Brasil        | Estelita                    |               |
| 15 de dezembro de 2019 | Natal          | Brasil        | Ateliê Bar                  |               |